# Субинтимална ангиопластика
Субинтимална ангиопластика (СИА) је метода у васкуларној хирургији и интервентној радиологији која је први пут описана 1987. године. као метода намењена за извођења ендоваскуларног артеријског бајпаса, за  лечење феморо-поплитеалне оклузивне болести у интермитентној клаудикацији.  У овој методи користи се катетер за улазак у субинтимални простор на или изнад нивоа оклузије. Жица водилица се провлачи кроз катетер и ствара се жичана петља, која се користи за субинтимално прелазак оклузије и поновни улазак у лумен крвних судова изван оклузије.

## Историја
Субинтимална ангиопластика (СИА) је први пут описана 1987. године као метода за лечење феморо-поплитеалне оклузивне болести са интермитентном клаудикацијом. Иако је СИА  последњих година постала популарна, посебно код критичне исхемије удова (КИУ), она је и даље остала контроверзна код пацијената са интермитентном клаудикацијом (ИК) због уочене високе стопе компликација и ниске дугорочне проходности.

## Опште информација
У почетку СИА се користио само за феморалне и поплитеалне оклузије, али се сада  примењује и на оклузије дугих круралних артерија.
Ова терапија, пошто је минимално инвазивна, нуди многе предности у поређењу са другим опцијама лечења. Пацијентима је потребна само локална анестезија да би се омогућио приступ заједничкој феморалној артерији, а након захвата пацијенти су брзо поново покретни.   
Опције лечења феморо-поплитеалне оклузивне болести спадају у неколико широких категорија: медицински третман за које се примењује хируршки феморо-поплитеални бајпас (БГ), перкутана транслуминална ангиопластика (ПТА) и субинтимална ангиопластика (СИА).   
Избор лечења ће варирати у зависности од преференција пацијента и клиничара, локалне експертизе и од Трансатлантског међудруштвеног консензуса 2 ( 3 о стратификацији васкуларне лезије. На основу анализа ризика и користи успех СИА зависи од клиничке презентације и такође ће бити под утицајем присуства коморбидитета као што су кардиоваскуларне или плућне болести.
Поред тога, неуспела СИА не искључује могућност хируршке реваскуларизације [ 4 ]. Упркос овим предностима, постоје и специјалисти који заузимају критички став према СИА, наводе да је методу тешко научити, да дугорочни резултати нису познати и да не постоје рандомизоване студије које упоређују СИА са операцијом.   

## Компликације
Укупне стопе компликација субинтималне ангиопластике је између 6% и 17%. Дефиниције компликација се веома разликују, а постоји веома ограничен број доказа о факторима који утичу на стопу компликација. Стопа компликација код СИА није већа него код ПТА, 15 а ризик од великих нежељених догађаја је мањи код СИА него код класичних операције.  
Стопа ампутације након СИА је  2,2% код пацијената са ЦЛИ и 0%  код пацијената са ИЦ од стране 15 Такође је пријавњен већи медицински морбидитет од 2,4% и хитна хируршка интервенција која је потребна након 2,3% процедура.
Две друге важне компликације су перфорација крвних судова, која се лако решава емболизацијом или прекривеним стентом, и дистални емболус. Зачепљеном крвном суду мора се приступити пажљиво, јер у њему може бити свежег тромба, који би требало хируршко лечити од самог почетка.